# Dicranella globicarpa
Dicranella globicarpa är en bladmossart som beskrevs av Brotherus 1901. Dicranella globicarpa ingår i släktet jordmossor, och familjen Dicranaceae. Inga underarter finns listade i Catalogue of Life.